# Vora Mackintosh
Vora June Douglas Mackintosh (verheiratete Shaw-Stewart; * 2. Juni 1929 in London; † 30. April 1998 ebenda) war eine britische Skirennläuferin.

## Biographie
Vora Mackintosh entstammt einer sportlichen Familie. Ihr Vater Chris Mackintosh war unter anderem als Bobsportler und Weitspringer aktiv, ihre Geschwister Sheena, Charlach und Douglas Mackintosh waren ebenfalls als Skirennläufer aktiv.
Vora war zuerst im Reitsport aktiv, bevor sie sich dem Skisport zuwandte. Sie nahm an den Olympischen Winterspielen 1952 in Oslo teil, wobei sie ihr bestes Ergebnis mit Rang 38 im Riesenslalom erzielte.
1951 wurde sie britische Vizemeisterin in der Alpinen Kombination, 1950 hatte sie den dritten Platz belegt.

## Erfolge

### Olympische Winterspiele
- Oslo 1952: 38. Riesenslalom, DSQ Abfahrt, DNS Slalom

### Weltmeisterschaften
- Oslo 1952: 38. Riesenslalom, DSQ Abfahrt, DNS Slalom

### Weitere Erfolge
- Britische Vizemeisterin in der Alpinen Kombination (1951)
- Bronze bei den britischen Meisterschaften in der Alpinen Kombination (1950)